# 変装探偵
『変装探偵』（へんそうたんてい）は、1981年から1982年までテレビ朝日系「土曜ワイド劇場」で放送されたテレビドラマシリーズ。全2回。主演は山城新伍。

## キャスト

### 主人公
霞ヶ関兵馬
演 - 山城新伍
私立探偵。変装が得意。

### ゲスト
第1作「殺人鬼はバラが好き」（1981年）
- 家田由紀子（東京ファッション デスクの総責任者） - 秋野暢子
- 中西レナ（モデル） - 早乙女愛
- 松川進一郎（東京ファッション 社長） - 西沢利明
- 香山道子（東京ファッション チーフアシスタント） - 山内絵美子
- 的場礼子（東京ファッション チーフ） - 志麻いづみ
- 大曽根佳子（東京ファッション アシスタント） - 沢井孝子
- 橋本こずえ（由紀子の助手） - 斉藤浩子
- ファッションショー振付 - 成沢美佐
- 橋本春江（こずえの母） - 楠トシエ
- 北沢信也（東京ファッション 元社長・3年前事故死） - 久富惟晴
- 捜査一課長 - 深江章喜
- 刑事 - 大場順
- アキ花村（東京ファッション デザイナー） - 野際陽子
- 五十嵐（警部） - 坂上二郎
- 佐々木梨里、伊藤漠、河野義孝、村上幹雄、鈴木謙一、加藤真琴、加山大輔、持丸雅樹、中村恭子、伊藤みゆき、菊地優子、ライナー・ゲスマン

第2作「殺人鬼の赤い靴が歩く」（1982年）
- 矢沢英子（愛泉女子大学英文科 大学院生） - あべ静江
- 若宮セツ子（愛泉女子大学 1年生） - 渡部絵美
- 筈見（愛泉女子大学文学部 助教授） - 倉石功
- 畑中（刑事） - なべおさみ
- 山梨県警 刑事 - 深江章喜
- 痴漢 - うえだ峻
- 愛泉女子大学 学長 - 葦原邦子
- 野川（愛泉女子大学学生寮 寮長） - 岡本麗
- 安田美絵（愛泉女子大学英文科 3年生） - 平瀬りえ
- 紺野ヒロコ（プレイガール） - 沢田和美
- 夏木（愛泉女子大学 教授） - 仲谷昇
- 雁屋（警部） - 梅宮辰夫
- 小野田かずえ、黒木優美、佐藤祐子、菅絵理子、金澤敏子、里美和香、植村由美、桧山恵理子、山本緑、相馬剛三、須賀良、山浦栄、山田光一

## スタッフ
- 脚本 - 掛札昌裕
- 音楽 - 菊池俊輔（第1作）、鏑木創（第2作）
- 監督 - 井上梅次
- プロデューサー - 吉津正（テレビ朝日 / 第1作）、塙淳一（テレビ朝日 / 第2作）、牧野秀幸（テレビ朝日 / 第2作）、小野耕人（東映）、池ノ上雄一（東映）、東一盛（東映 / 第2作）
- 制作 - テレビ朝日、東映

## 放送日程
| 話数 | 放送日       | サブタイトル         | 脚本     | 監督     | 視聴率 |
| ---- | ------------ | -------------------- | -------- | -------- | ------ |
| 1    | 1981年9月5日 | 殺人鬼はバラが好き   | 掛札昌裕 | 井上梅次 | 22.1%  |
| 2    | 1982年8月7日 | 殺人鬼の赤い靴が歩く | 掛札昌裕 | 井上梅次 | 9.0%   |